# Seiko Noda
Seiko Noda (jap. 野田 聖子 Noda Seiko; ur. 3 września 1960 r. w Kitakyūshū) – japońska polityk, deputowana Izby Reprezentantów, minister poczty i telekomunikacji w latach 1998–2000. Minister ds. konsumentów od 1 sierpnia 2008 do 16 września 2009.

## Młodość i edukacja
Seiko Noda urodziła się w Kitakyūshū w 1960 jako Seiko Shima (jap. 島 聖子 Shima Seiko). Została adoptowana i przyjęła nazwisko dziadka. Jej dziadek, Uichi Noda, był wiceministrem finansów, ministrem infrastruktury i transportu oraz członkiem japońskiej Izby Reprezentantów.
Noda uczęszczała do szkoły średniej Futaba Academy na przedmieściach Tokio. Jednak zmuszona była opuścić szkołę po nabyciu licencji motocyklowej wbrew szkolnemu regulaminowi. Naukę kontynuowała w Stanach Zjednoczonych, gdzie przez rok uczyła się w Jonesville High School w Jonesville w stanie Michigan. W 1983 ukończyła studia na Wydziale Języków Obcych Uniwersytetu Sophia w Tokio. Po studiach rozpoczęła pracę w Imperial Hotel.

## Kariera polityczna
W 1987 Seiko Noda wzięła udział w wyborach lokalnych i dostała się do Zgromadzenia Prefektury Gifu. W 1990 wzięła udział w wyborach parlamentarnych, jednak nie uzyskała wówczas poparcia Partii Liberalno-Demokratycznej (PLD) i w rezultacie nie zdobyła mandatu. W kolejnych wyborach generalnych w 1993 startowała już ramienia PLD, dzięki czemu weszła w skład Izby Reprezentantów. W kolejnych czterech wyborach uzyskiwała reelekcje, ostatni raz we wrześniu 2005, reprezentując przez cały czas prefekturę Gifu.
7 listopada 1996 Seiko Noda objęła funkcję wiceministra poczty w gabinecie premiera Ryūtarō Hashimoto. Od 30 lipca 1998 do 5 kwietnia 2000 zajmowała stanowisko ministra poczty i telekomunikacji w gabinecie premiera Keizō Obuchi.
1 sierpnia 2008 Seiko Noda została mianowana ministrem ds. konsumentów oraz ministrem stanu ds. nauki, technologii i bezpieczeństwa żywności w gabinecie premiera Yasuo Fukudy. Funkcję tę zachowała również w rządzie premiera Tarō Asō i pełniła do 16 września 2009.
W dniu 4 października 2021 r. została powołana do nowego gabinetu przez premiera Fumio Kishidę. Otrzymała kilka tek związanych z zapobieganiem spadającemu wskaźnikowi urodzeń i kwestiami równości płci.